# グラドルAV鑑賞記
グラドルAV鑑賞記とは、スカパー!のエンタ!371で放送していたアダルト番組である。

## 概要
グラビアアイドルが最新のAVを鑑賞し拙くも健気な感想を述べる番組。グラドルといっても大半はAV予備軍の着エロアイドルである。
ナビの合間にグラドルが「淫語に挑戦」などのさまざまな羞恥プレイを強いられる。

## ナビゲーター
1. 倉田茜
2. 倉田茜
3. 倉田茜
4. 椎名くるみ
5. 椎名くるみ
6. 椎名くるみ
7. 美咲恋
8. 美咲恋
9. 美咲恋
10. 藤子まい
11. 藤子まい
12. 藤子まい
13. 黒崎めい
14. 黒崎めい
15. 黒崎めい
16. 今井かのん
17. 三浦まい
18. 茜笑美
19. 春野さくら
20. 森山莉々
21. 春野さくら
22. 雨宮あんな（バーチャルアイドル）
23. 雪祈
24. 高崎美佳
25. 愛乃まーに
26. 藤子まい
27. 愛乃まーに
28. 来栖ひなた・あずみ恋（ゲストのAV女優）
29. 舞原かおり
30. 野々村みゆき
31. 花澤あみ
32. 唯崎しおり